# Images and Words
Images and Words är det amerikanska progressiv metal/progressiv rock-bandet Dream Theaters andra studioalbum, utgivet 1992 av skivbolaget Atco Records.
Det är det första albumet där bandets nuvarande sångare, James LaBrie, dyker upp, och albumet ses idag som vägledande i utvecklingen av progressiv metal.
"Pull Me Under" fick en hel del speltid på olika radiostationer och på MTV, och är än idag bandets största hit. Albumet är också bandets hittills största kommersiella succé, och sålde till guld i USA och till platina i Japan.

## Låtlista
1. "Pull Me Under" – 8:12
2. "Another Day" – 4:23
3. "Take the Time" – 8:20
4. "Surrounded" – 5:29
5. "Metropolis Pt. 1: The Miracle and the Sleeper" – 9:31
6. "Under a Glass Moon" – 7:02
7. "Wait for Sleep" – 2:31
8. "Learning to Live" – 11:30

Text: Kevin Moore (spår 1, 4, 7), John Petrucci (spår 2, 5, 6), Dream Theater (spår 3), John Myung (spår 8)
Musik: Dream Theater (spår 1–6, 8), Kevin Moore (spår 7)

## Medverkande
Dream Theater
- James LaBrie – sång
- Kevin Moore – keyboard
- John Myung – basgitarr
- John Petrucci – gitarr
- Mike Portnoy – trummor

Bidragande musiker
- Jay Beckenstein – sopransaxofon i "Another Day"

Produktion
- David Prater – producent, ljudmix
- Doug Oberkircher – ljudtekniker, ljudmix
- Steve Regina – assisterande ljudtekniker
- Ted Jensen – mastering
- Larry Freemantle – omslagsdesign
- Dan Muro – foto